# Filovirusi
Filovirusi ali filoviridae [fíloviríde]  so družina virusov z enoverižnim RNK in virusno ovojnico, različnih, pogosto nitastih oblik.
V družino filovirusov spadata na primer virus ebole in virus Marburg, ki pri ljudeh in drugih prvakih povzročata hudo hemoragično mrzlico.

### Predstavniki
| Rod                     | Vrsta                          | Virus (okrajšava)                   |
| ----------------------- | ------------------------------ | ----------------------------------- |
| Virus Cueva (predlagan) | virus Cueva Lloviu (predlagan) | virus Lloviu (LLOV)                 |
| Virus ebole             | virus Ebola Bundibugyo         | virus Bundibugyo (BDBV; prej BEBOV) |
| Virus ebole             | virus Ebola Reston             | virus Reston (RESTV; prej REBOV)    |
| Virus ebole             | virus Ebola Sudan              | virus Sudan (SUDV; prej SEBOV)      |
| Virus ebole             | virus Ebola Taï                | virus Taï (TAFV; prej CIEBOV)       |
| Virus ebole             | virus Ebola Zaire              | virus Ebola (EBOV; prej ZEBOV)      |
| Virus Marburg           | virus Marburg Marburg          | virus Marburg (MARV)                |
| Virus Marburg           | virus Marburg Marburg          | virus Ravn (RAVV)                   |